# 龔懋賢
龔懋賢（1539年—1598年），字晉甫，號懷川，四川成都府內江縣龚家乡人，民籍，明朝政治人物。

## 生平
隆庆元年（1567年），龚懋贤与兄龔懋賞同时中举。隆慶二年（1568年）戊辰科中式第三甲第二百三十四名進士。授江西庐陵县知县。萬曆三年十月考选，授貴州道試监察御史，四年十月實授，五年七月巡按广东，七年五月因弹劾南韶兵备管志道，并自陈不职求罢，令候代。九年改巡按陕西。曾遷建西安鐘樓。十三年三月复除浙江道监察御史，闰九月升河南按察司副使。十七年十一月吏科都给事中陈与郊等参劾調簡。二十七年八月吏部题推四川、贵州监军道二员，因被吏科项应祥论劾而罢。

## 著作
龚懋贤一生喜文学，著有《古本参同契注疏》、《明发堂稿》、《学业通》等。

## 家族
曾祖龔守禎，祖龔榮，父龔文魁，母梁氏。慈侍下。兄懋行；懋賞（丁卯貢士），弟懋卿；懋昭；懋志；懋學。